# اکرم اوزتورک
اکرم اوزتورک (به ترکی استانبولی: Ekrem Öztürk؛ زادهٔ ۱۱ فوریهٔ ۱۹۹۷) یک کشتی‌گیر فرنگی‌کار اهل ترکیه است.
از افتخارات وی می‌توان به کسب مدال برنز مسابقات قهرمانی کشتی جهان ۲۰۱۸ اشاره کرد.

## مسابقات قهرمانی کشتی جهان ۲۰۱۸
اوزتورک در وزن ۵۵ کیلوگرم کشتی فرنگی مسابقات قهرمانی کشتی جهان ۲۰۱۸ بوداپست حاضر بود که در مسابقه‌های اول و دوم سام هازوینکل از آمریکا و الهام بهرام‌اف از ازبکستان را شکست داد اما در نیمه نهایی به ژولامان شارشنبکوف از قرقیزستان باخت و به دیدار رده‌بندی رفت. وی در دیدار رده‌بندی نورایر حکویان از ارمنستان را شکست داد و مدال برنز وزن ۵۵ کیلوگرم را بدست آورد.